# Kanton Lingolsheim
Der Kanton Lingolsheim ist ein französischer Wahlkreis im Département Bas-Rhin in der Region Grand Est.

## Geschichte
Der Kanton wurde anlässlich der kantonalen Gebietsreform, die am 22. März 2015 in Kraft trat, neu gebildet.

## Gemeinden
Der Kanton besteht aus 13 Gemeinden mit insgesamt 54.100 Einwohnern (Stand: 1. Januar 2021) auf einer Gesamtfläche von 95,09 km²:
| Gemeinde           | Einwohner 1. Januar 2022 | Fläche km² | Dichte Einw./km² | Code INSEE | Postleitzahl |
| ------------------ | ------------------------ | ---------- | ---------------- | ---------- | ------------ |
| Achenheim          | 2.504                    | 6,03       | 415              | 67001      | 67204        |
| Blaesheim          | 1.356                    | 9,96       | 136              | 67049      | 67113        |
| Breuschwickersheim | 1.337                    | 5,06       | 264              | 67065      | 67112        |
| Entzheim           | 2.520                    | 8,17       | 308              | 67124      | 67960        |
| Fegersheim         | 5.777                    | 6,25       | 924              | 67137      | 67640        |
| Geispolsheim       | 7.603                    | 21,95      | 346              | 67152      | 67118        |
| Hangenbieten       | 1.740                    | 4,11       | 423              | 67182      | 67980        |
| Holtzheim          | 3.931                    | 6,91       | 569              | 67212      | 67810        |
| Kolbsheim          | 1.002                    | 3,33       | 301              | 67247      | 67120        |
| Lingolsheim        | 20.266                   | 5,69       | 3.562            | 67267      | 67380        |
| Lipsheim           | 2.670                    | 4,96       | 538              | 67268      | 67640        |
| Oberschaeffolsheim | 2.592                    | 7,56       | 343              | 67350      | 67203        |
| Osthoffen          | 802                      | 5,11       | 157              | 67363      | 67990        |
| Kanton Lingolsheim | 54.100                   | 95,09      | 569              | 6709       | –            |